# Mi noche de bodas
Mi noche de bodas es una película de comedia hispano-mexicana de 1961, escrita y dirigida por Tulio Demicheli, y protagonizada por Concha Velasco, Rafael Alonso y Luis Aguilar. Esta cinta está basada en la obra teatral "Accidents Don’t Happen", de André Solt e Istvan Skeffi.

## Sinopsis
Fernanda Jiménez, recién casada con Cosme Martínez, recibe en su noche de bodas (por error) una pulsera de brillantes acompañada de una nota agradeciéndole sus noches inolvidables. Dicha joya había sido enviada por Pedro, un cantante mexicano, a su amiga Fernanda Duclos. Presa de los celos Fernanda Jiménez intenta averiguar quien mandó la joya y obtiene información del joyero. Así llega a una fiesta de disfraces, donde se juntan todos los personajes y se incrementan los equívocos.

## Reparto
- Concha Velasco como Fernanda Jiménez
- Luis Aguilar como Pedro
- Rafael Alonso como Cosme Martínez
- Isabel Garcés como Gabriela
- María Luisa Merlo como Ivonne
- Lina Canalejas como Fernanda Duclos
- Gracita Morales como Enriqueta
- Tony Leblanc como Juan
- Mari Carmen Prendes como Elena
- Hugo Pimentel como Fedor Kowialanski
- Agustín González como Alfonso López de Tovar
- Carlota Bilbao como Esposa de Alfonso López de Tovar
- José Orjas como Camarero del hotel
- Manuel de Juan como Fermín Ruiz Pérez y Fernández
- Montserrat Blanch como Baronesa von Duch
- Juan Cortés como Inspector
- Emilio Rodríguez como Policía
- José Morales como Jorge
- Pedro Rodríguez de Quevedo como Piñataro
- Rafael Corés como Recepcionista
- Antonio Braña como Doctor
- Giove Campuzano como Doncella de la fiesta
- Carmen Pérez Gallo como Doncella de López de Tovar
- Julio Goróstegui como Barón Gustavo von Duch
- Goyo Lebrero como Sereno